# Jean Purdy
Jean Marian Purdy (Cambridge, 25 de abril de 1945 - 16 de marzo de 1985) fue una enfermera y embrióloga británica, además de una pionera en el tratamiento de fertilidad. Purdy fue responsable, junto con el biólogo y fisiólogo Robert Edwards y el obstétrico y ginecólogo Patrick Steptoe, del desarrollo de la fecundación in vitro.
Louise Joy Brown, la primera "bebé probeta", nació el 25 de julio de 1978. En gran medida, esto fue posible gracias al trabajo de Purdy, que fue la encargada de transferir el embrión en estado de blastómero (8 células) al útero de la madre.
A Edwards se le otorgó, en solitario, el premio Nobel en Fisiología o Medicina en 2010 por su trabajo en el desarrollo de la fecundación in vitro debido a que este premio no es entregado post mortem, por lo que ni Purdy ni Steptoe eran elegibles para consideración.
Purdy era cofundadora de la clínica llamada Bourn Hall Clinic, pero la función que tuvo en IVF se ignoró por treinta años.

## Educación
Purdy acudió al Cambridgeshire High Schools for Girls entre 1956 y 1963, dónde fue delegada, se unió a equipos deportivos y participó en la orquesta como violinista. Estudió para enfermera en Addenbrooke's Hospital en Cambridge.

## Carrera
Tras graduarse como enfermera, Purdy se trasladó al hospital general de Southampton.
No obstante, no se sentía realizada y solicitó un puesto de investigación sobre el rechazo de tejido, antes de trasladarse a Papworth Hospital, situado en su condado. Dicho hospital fue pionero, en Gran Bretaña, en cirugías a corazón abierto y, más tarde, en trasplante de corazón trasplanta.
En 1968, solicitó y logró un puesto con Robert Edwards en el Physiological Laboratory in Cambridge

## Trabajo con Edwards y Steptoe
Steptoe se convirtió en el director del Centro para Reproducción Humana, Oldham en 1969. Utilizando laparoscopia colectaba oocitos de mujeres infértiles voluntarias quienes vieron en Steptoe su última oportunidad para quedarse embarazadas.
Edwards y Purdy proporcionaron la experiencia en el laboratorio. Fue Purdy quien observó en primer lugar como el oovito fecundado, el cual daría en el futuro a Louise Brown, se dividía para dar células nuevas.
Durante este tiempo, tuvieron que soportar críticas y hostilidad hacia su trabajo pero, finalmente, en 1978, el nacimiento de Louise Brown lo cambió todo. Para soportar el incremento de pacientes que se generó y el aumento de la demanda de entrenamiento por parte de especialistas, el equipo fundó la clínica Bourn Hall Clinic, en 1980 en Cambridgeshire, del cual Steptoe fue director Médico hasta su muerte.
Purdy fue coautora de 26 artículos junto Steptoe y Edwards. Durante su carrera fueron concebidos unos 370 niños por fecundación in vitro (IVF).

## Muerte
Purdy murió en 1985 a la edad de 39 años debido a un melanoma maligno.

## Reconocimiento
Cuando fue decidido que una placa tendría que ser puesta para conmemorarla, Edwards sugirió que la placa debería contener la siguiente frase: "Human in vitro fertilization followed by the world's first successful pregnancy was performed at this hospital by Dr. Robert Edwards, Mr. Patrick Steptoe, Miss Jean Purdy and their supporting staff in November, 1977" ( -"La fecundación in vitro seguida por el primer embarazo fructífero ocurrió en este hospital gracias al Dr. Robert Edwards, Mr. Patrick Steptoe, Miss Jean Purdy y su equipo en noviembre de 1977"- ).
El reconocimiento para Purdy fue ignorado y el Oldham NHS Trust recibió una carta de queja de Edwards en 1982. Bourn Hall hicieron una placa en 2013 donde ignoraron, de nuevo, la contribución de Purdy.
En un pleno en 1998, celebrando el 20.º aniversario de la fecundación in vitro, Robert Edwards dio tributo a Jean Purdy diciendo: 'There were three original pioneers in IVF and not just two' ( -' había tres pioneros originales en IVF y no solo dos'- ). El profesor Andrew Steptoe, hijo de Patrick Steptoe, reveló una placa en 2015 que reconocía a las tres personas que estuvieron implicadas en el desarrollo de la IVF. En 2018, para marcar el 40.º aniversario de IVF, Bourn Hall hizo un conmemorativo a Jean Purdy, la "primera embrióloga y enfermera de IVF. Cofundadora de Bourn Hall Clinic".